# ريتشارد راوندتري
ريتشارد راوندتري (بالإنجليزية: Richard Roundtree )‏ (و. 1942  م) هو ممثل تلفزي، وممثل أفلام، وممثل مسرحي، ولاعب كرة قدم أمريكية، وعارض أمريكي، ولد في نيو روتشيلي، نيويورك. توفي في 24 أكتوبر 2023 عن عمر ناهز الحادية والثمانين.

## التعليم
تعلم في Southern Illinois University Carbondale ‏.

## وصلات خارجية
- ريتشارد راوندتري على موقع IMDb (الإنجليزية)
- ريتشارد راوندتري على موقع روتن توميتوز (الإنجليزية)
- ريتشارد راوندتري على موقع ألو سيني (الفرنسية)
- ريتشارد راوندتري على موقع ميوزك برينز (الإنجليزية)
- ريتشارد راوندتري على موقع تيرنر كلاسيك موفيز (الإنجليزية)
- ريتشارد راوندتري على موقع أول موفي (الإنجليزية)
- ريتشارد راوندتري على موقع قاعدة بيانات الأفلام السويدية (السويدية)
- ريتشارد راوندتري على موقع إن إن دي بي (الإنجليزية)
- ريتشارد راوندتري على موقع ديسكوغز (الإنجليزية)
- ريتشارد راوندتري على موقع قاعدة بيانات الفيلم (الإنجليزية)